# USS Missouri (BB-63)
USS Missouri (BB-63) – amerykański pancernik typu Iowa nazywany także „Mighty Mo” (ang. Potężna Mo) lub „Big Mo” (ang. Wielka Mo); trzeci okręt US Navy nazwany na cześć stanu Missouri i ostatni pancernik zbudowany przez Stany Zjednoczone. Wśród innych okrętów typu Iowa wyróżnił się tym, że na jego pokładzie podpisano 2 września 1945 o godzinie 9:00 akt kapitulacji Cesarstwa Japonii kończący II wojnę światową.
USS „Missouri” został zamówiony 12 czerwca 1940, a stępkę pod jego budowę położono 6 stycznia 1941 w stoczni New York Navy Yard w nowojorskim Brooklynie. W czasie służby w US Navy „Missouri” wziął udział w takich akcjach bojowych prowadzonych w ramach II wojny światowej, jak bitwa o Iwo Jimę i bitwa o Okinawę, a także ostrzeliwał ogniem artylerii pokładowej japońskie wyspy Hokkaido i Honsiu. Po zakończeniu działań wojennych pancernik powrócił do Stanów Zjednoczonych, a wkrótce w ramach sił ONZ wziął udział w kolejnym konflikcie zbrojnym – wojnie koreańskiej. Po powrocie z Azji w 1955 okręt został wycofany do rezerwy i przesunięty do Floty Rezerwowej Stanów Zjednoczonych bardziej znanej pod nazwą mothball fleet (naftalinowa flota). W 1984 został zmodernizowany i przywrócony do służby w ramach planu marynarki 600 okrętów (ang. 600-ship Navy), a w 1991 uczestniczył w działaniach wojennych w Zatoce Perskiej.
Po raz ostatni USS „Missouri” został wycofany ze służby 31 marca 1992. Podczas całej służby okręt uzyskał 11 „gwiazd bojowych” (ang. battle star) za udział w misjach bojowych od II wojny światowej przez konflikt w Korei, aż do działań w Zatoce Perskiej. Ostatecznie w styczniu 1995 wykreślono okręt z Rejestru Okrętów Marynarki Wojennej (ang. Naval Vessel Register), a następnie skierowano do Pearl Harbor na Hawajach, gdzie od 1999 pełni rolę okrętu-muzeum, pozostając pod opieką Towarzystwa Pamięci USS „Missouri” (ang. USS Missouri Memorial Association – MMA). Od wybudowania do momentu ostatniego wycofania do rezerwy pancernik pozostawał łącznie 16 lat i 4 miesiące w aktywnej służbie.

## Budowa

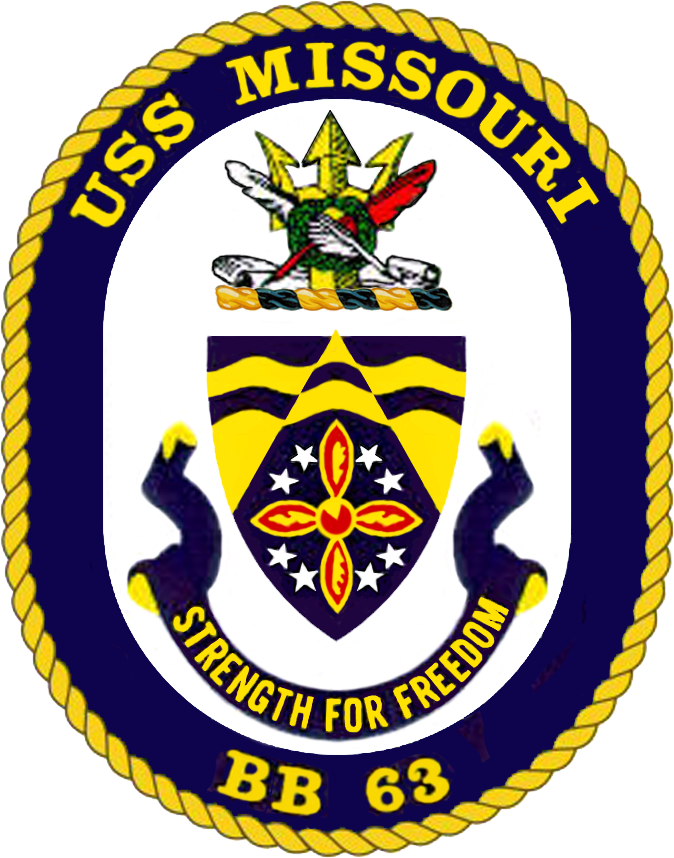

USS „Missouri” był jednym z sześciu zaplanowanych „szybkich pancerników” typu Iowa, których projekt opracowano w 1938 roku w Wydziale Przygotowawczym Biura Konstrukcji i Napraw. Ostatecznie pomimo rozpoczęcia budowy wszystkich sześciu pancerników jedynie cztery zostały ukończone, a „Missouri” był trzecim zbudowanym okrętem tego typu, ale do służby w US Navy został przyjęty jako czwarty i zarazem ostatni pancernik. W momencie wprowadzenia USS „Missouri” do służby w trakcie budowy były dwa inne pancerniki typu Iowa: USS „Illinois” i USS „Kentucky”, które ostatecznie nigdy nie zostały ukończone. Amerykańska marynarka wojenna planowała wprowadzenie kolejnego typu pancerników Montana, ale ze względu na przerwanie budowy okrętów „Illinois” i „Kentucky” zrezygnowano również z okrętów Montana zanim pod którykolwiek z nich została położona stępka. W skali świata jedynie dwa pancerniki zostały wybudowane już po wprowadzeniu do służby USS „Missouri”: brytyjski HMS „Vanguard” i ostatni w historii francuski „Jean Bart”.
Pancerniki typu Iowa mają rozmiary 271 metrów długości i prawie 33 metry szerokości, które zostały tak dobrane ze względu na konieczność zachowania specyfikacji Panamax, określającej maksymalne rozmiary jednostki pływającej, jaka może być śluzowana przez Kanał Panamski. Dzięki temu pancerniki mogły być w krótkim czasie przemieszczane pomiędzy akwenami Atlantyku i Pacyfiku. Wyporność pustego okrętu USS „Missouri”, która została określona na 45000 ton traktatem londyńskim z 1936 roku, zgadzała się z jego postanowieniami jedynie na papierze, gdyż w rzeczywistości pełna wyporność jednostki po załadowaniu i uzbrojeniu wyniosła około 58000 ton.

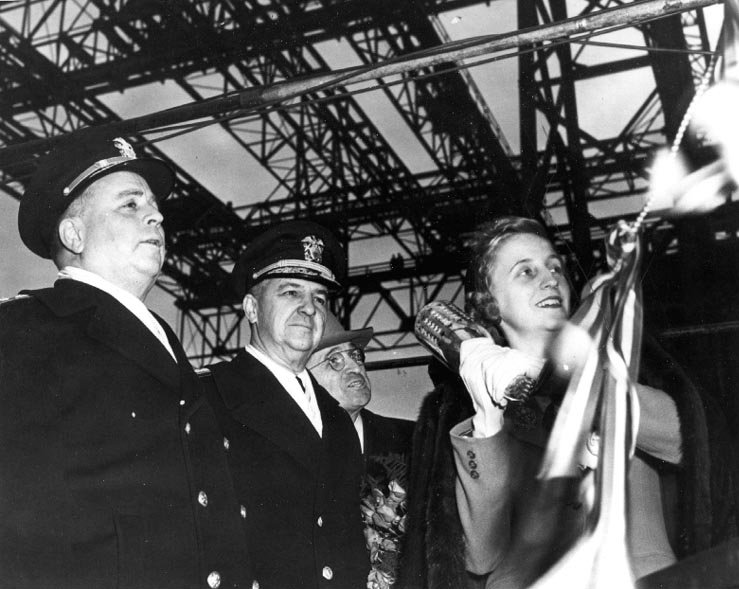
Mary Margaret Truman z ojcem i dwoma admirałami podczas ceremonii chrztu okrętu

USS „Missouri” został zamówiony 12 czerwca 1940 roku, a 9 stycznia 1941 w nowojorskiej stoczni New York Naval Shipyard w Brooklynie położono stępkę pod jego budowę. Prace konstrukcyjne okrętu zajęły prawie dokładnie trzy lata i 29 stycznia 1944 został on zwodowany i ochrzczony imieniem amerykańskiego stanu Missouri. Matką chrzestną pancernika została Mary Margaret Truman, córka ówczesnego senatora tego stanu, a później prezydenta Stanów Zjednoczonych Harry’ego S. Trumana. Przyjęcie do służby w US Navy nastąpiło 11 czerwca tego samego roku.
USS „Missouri” tak jak pozostałe pancerniki typu Iowa był jednym z najciężej uzbrojonych okrętów amerykańskich. Bateria artylerii głównej składała się z dziewięciu odtylcowych dział morskich Mark 7 kalibru 406 mm (16 cali) i długości luf wynoszącej 50 kalibrów zainstalowanych w trzech wieżach artyleryjskich: dwóch w części dziobowej i jednej na rufie okrętu – określanych jako konfiguracja „2-A-1”. Działa te były zdolne do wystrzeliwania 1225 kg pocisków przeciwpancernych na odległość do 44 km (24 Mm).
Artyleria średnia składała się z dziesięciu dwudziałowych wież z armatami kalibru 127 mm, mogących ostrzeliwać cele oddalone o 14 km (9 Mm).
Wraz z rozwojem lotnictwa, którego zadaniem było wywalczenie i utrzymanie przewagi w powietrzu, zaistniała konieczność chronienia rosnącej floty własnych lotniskowców. Z tego właśnie powodu pancernik „Missouri” został wyposażony w szeroki wachlarz uzbrojenia przeciwlotniczego składającego się z armat Oerlikon kal. 20 mm i Bofors kal. 40 mm zdolnego ochronić własne lotniskowce przed atakami z powietrza. Po przywróceniu do służby w 1984 z pokładów USS „Missouri” zdjęto całą artylerię przeciwlotniczą zastępując ją czterema zestawami Phalanx CIWS chroniącymi okręt przed nieprzyjacielskimi samolotami i pociskami rakietowymi. Zamontowano również 2 kontenery MK-143 Armored Box Launcher dla 8 pocisków BGM-109 Tomahawk i 4 czterokontenerowe wyrzutnie Mk 141 dla 16 pocisków RGM-84 Harpoon.
Maszynownia okrętu mieści osiem kotłów parowych Babcock & Wilcox typu M zasilających cztery turbiny parowe General Electric z podwójnym rozprężaniem pary, z których każda napędza wał zakończony śrubą. Zewnętrzne śruby pancernika mają średnicę 5,5 m i cztery łopaty, natomiast nieznacznie mniejsze wewnętrzne o średnicy 5,3 m mają po pięć łopat. Maszyny te pozwalają pancernikowi rozwinąć prędkość ponad 33 węzłów (61 km/h) co czyni pancerniki typu Iowa najszybszymi tej klasy jednostkami jakie kiedykolwiek pływały.
Chociaż numer kadłuba siostrzanego USS „Wisconsin” BB-64 jest w kolejności najwyższy ze wszystkich pancerników amerykańskich, to został on ukończony szybciej niż „Missouri” oznaczony numerem BB-63. Fakt ten uczynił z USS „Missouri” ostatni ukończony pancernik US Navy.
| Grubość opancerzenia pancerników typu Iowa | |
| Pas pancerny                               | 310 mm (12,2 cala) + 22 mm (0,75 cala) + 38 mm (1,5 cala) + 16 mm (0,625 cala)                                              |
| Grodzie cytadeli                           | 368 mm (14,5 cala) |
| Barbety                                    | 439 mm (17,3 cala) |
| Wieże                                      | przód: 495 mm (19,7 cala) boki: 305–241 mm (12–9,5 cala) strop: 184 mm (7,25 cala)                                          |
| Pokłady                                    | górny: 38 mm (1,5 cala) pancerny: 153–184 mm (6–7,2 cala) p. odłamkowy: 16 mm (0,625 cala) dolny: 16–13 mm (0,625–0,5 cala) |

## Druga wojna światowa (1944–1945)

### Testy morskie i służba w Task Force 58

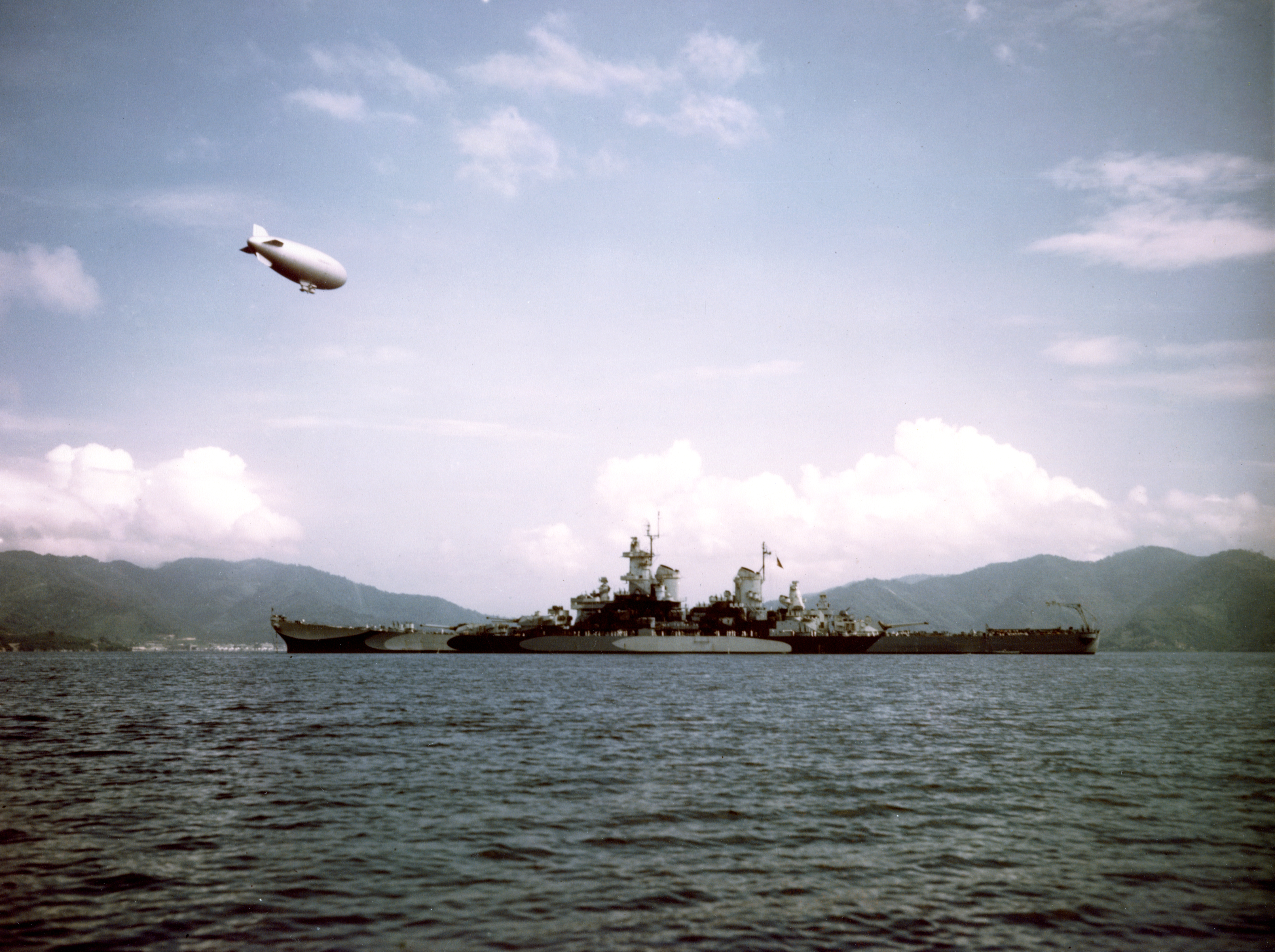
USS „Missouri” na wodach zatoki Chesapeake podczas rejsu testowego w 1944

Po próbach w porcie i testowym rejsie, oraz ćwiczeniach bojowych na wodach zatoki Chesapeake „Missouri” opuścił Norfolk 11 listopada 1944. Przepłynął przez Kanał Panamski udając się na Pacyfik, a następnie dotarł do San Francisco, gdzie dołączył do floty jako okręt flagowy. 14 grudnia okręt udał się w kierunku Hawajów przybywając do Pearl Harbor 24 grudnia 1944. W rejs w kierunku Ulithi, wyspy w archipelagu karolińskim, gdzie miał pełnić rolę tymczasowej bazy dla wiceadmirała Marca Mitschera, udał się 2 stycznia 1945 docierając tam 13 stycznia. Po dwóch tygodniach pancernik USS „Missouri” wyruszył w kolejny rejs jako osłona dla lotniskowca USS „Lexington” w ramach Task Force 58 (w skrócie TF 58 – Grupa Uderzeniowa 58).
Następnie „Missouri” udał się wraz z lotniskowcami w kierunku wyspy Iwo Jima, gdzie 19 stycznia przy pomocy artylerii głównej rozpoczął bombardowanie wybrzeża wspierając lądujące wojska amerykańskie. Po powrocie Task Force 58 na Ulithi 5 marca, USS „Missouri” został przydzielony do grupy osłaniającej lotniskowiec USS „Yorktown” i już tydzień później opuścił Ulithi udając się w kierunku Wysp Japońskich. Podczas ataków na cele położone na wybrzeżu Morza Wewnętrznego Japonii, które rozpoczęto 18 marca, artylerzyści z pancernika zestrzelili pięć nieprzyjacielskich samolotów.
Ataki na cele położone na południowo-zachodnim wybrzeżu Honsiu, głównie lotniska i bazy morskie, trwały aż do 19 marca, gdy podczas nalotu samolotów japońskich dwie bomby trafiły w lotniskowiec USS „Franklin” przebijając dwa pokłady: hangarowy i rufowy, czego skutkiem było całkowite unieruchomienie okrętu.
Krążownik USS „Pittsburgh” odholował uszkodzony lotniskowiec na Ulithi, a „Missouri” wraz z pozostałymi jednostkami grupy stanowił ich osłonę. Po odeskortowaniu lotniskowca do portu, 22 marca pancernik obrał kurs na Okinawę rozpoczynając dwa dni później, wraz z innymi pancernikami Task Force 58, jej bombardowanie przed inwazją wojsk amerykańskich. Celem ataku było ostrzeliwanie południowo-wschodnich wybrzeży wyspy, a tym samym odciągnięcie uwagi wojsk japońskich od zachodniej strony wyspy, prawdziwego miejsca lądowania. Rankiem 1 kwietnia podczas szturmu wybrzeża przez żołnierzy US Army i piechoty morskiej, „Missouri” powrócił do grupy osłaniającej lotniskowce, których zadaniem było przeciwdziałanie japońskiej próbie wsparcia własnych sił na Okinawie. Operacja ta przeszła do historii pod nazwą operacja Ten-gō. W skład sił japońskich weszły największy pancernik świata „Yamato”, lekki krążownik „Yahagi”, oraz osiem niszczycieli. W wyniku działania lotnictwa amerykańskiego zarówno „Yamato”, jak i „Yahagi”, a także jeden z niszczycieli zostały zatopione. Trzy inne niszczyciele uszkodzono na tyle poważnie, że zdecydowano o ich samozatopieniu, natomiast ocalałe cztery wróciły do Sasebo.

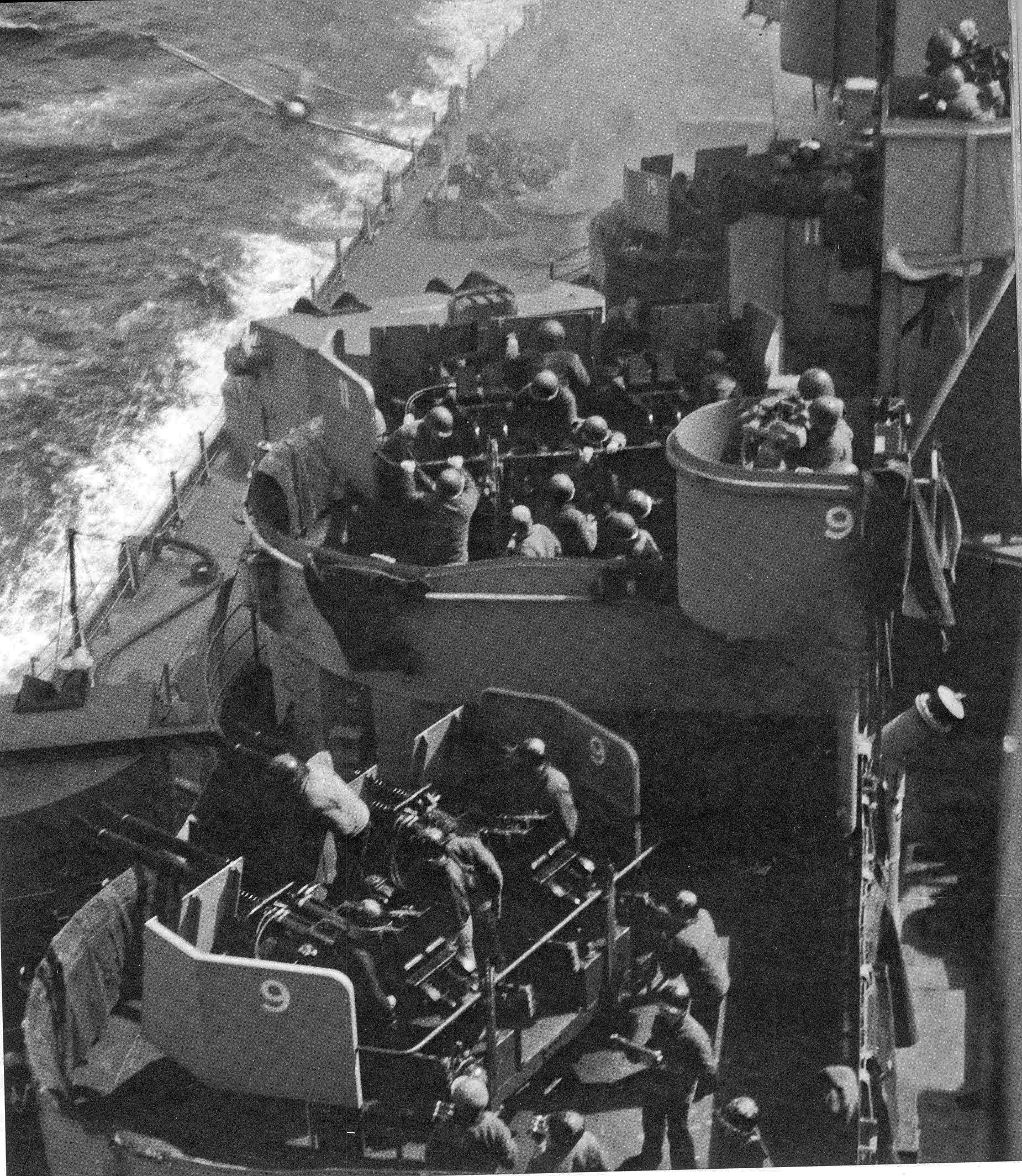
Pierwszy atak Kamikaze na okręt USS „Missouri” 11 kwietnia 1945. Widoczny samolot A6M Zero na chwilę przed uderzeniem w burtę.

11 kwietnia miał miejsce skierowany w „Missouri” samobójczy atak kamikaze, gdy japoński samolot uderzył w prawą burtę okrętu w pobliżu wieży artylerii średniej numer 3. Na pokładzie pozostały jedynie fragmenty maszyny i ciało pilota, ale sam samolot wraz z bombami nie eksplodował, a jedynie przeleciał przez pokład i spadł do morza po drugiej stronie. Jedynym efektem ataku był pożar wzniecony na pokładzie, który stłumiono w kilka minut, a żaden z marynarzy amerykańskich nie ucierpiał. Dowodzący pancernikiem komandor
William M. Callaghan zdecydował, że młody japoński pilot zginął z honorem wypełniając swój obowiązek najlepiej jak umiał, dlatego rozkazał, aby pochować go zgodnie z ceremoniałem wojskowym. Nie wszyscy członkowie załogi zgadzali się z tą decyzją, postrzegając pilota jedynie jako wroga, który próbował ich pozabijać, ale rozkaz Callaghana został wypełniony i następnego dnia Japończyk został z honorami wojskowymi pochowany w morzu przykryty japońską flagą wykonaną przez trzech amerykańskich marynarzy.
Drugi atak kamikaze spowodował znacznie większe straty niż pierwszy. Samolot japoński wprawdzie nie trafił bezpośrednio w okręt, ale przelatując bardzo blisko pokładu rufowego zaczepił skrzydłem o dźwig do podnoszenia wodnosamolotów, ale eksplodował dopiero po wpadnięciu do morza za rufą okrętu. Odłamki z eksplozji raniły kilku marynarzy na pokładzie i nieznacznie uszkodziły osłony trzeciej wieży artylerii głównej.
Około 23:05 dnia 17 kwietnia USS „Missouri” wykrył nieprzyjacielski okręt podwodny znajdujący się około 12 mil (22 km) od ochranianej formacji lotniskowców. Natychmiastowy atak podjęty przez lekki lotniskowiec USS „Bataan” i cztery niszczyciele doprowadził do zatopienia japońskiego okrętu o numerze taktycznym I-56.
5 maja pancernik „Missouri” odłączył się od grupy Task Force 58 odpływając do Ulithi. Podczas całej kampanii w pobliżu Okinawy załoga okrętu zestrzeliła samodzielnie pięć nieprzyjacielskich samolotów i sześć kolejnych wspólnie z innymi okrętami, a jeden zniszczyła prawdopodobnie. Okręt pomógł również w odparciu 12 dziennych i 4 nocnych ataków na ochranianą grupę lotniskowców. Bombardując wybrzeża zniszczono wiele stanowisk artyleryjskich, oraz innych instalacji wojskowych, rządowych i przemysłowych.

### Służba w Trzeciej Flocie admirała Halseya
„Missouri” przybył do Ulithi 9 maja 1945, a następnie udał się do Apra Harbor na wyspie Guam w archipelagu Marianów. Zaraz po przybyciu okrętu 18 maja, admirał William F. Halsey Jr., głównodowodzący 3 Floty, przeniósł na jego pokład swoją banderę. Pancernik opuścił Mariany 21 maja i już 27 tego samego miesiąca dołączył do sił amerykańskich bombardujących Okinawę. Należący teraz do 3 Floty USS „Missouri” podążył wraz z grupą okrętów w kierunku Kiusiu, gdzie 2 i 3 czerwca prowadził ostrzał japońskich lotnisk i instalacji wojskowych. W dniach 5–6 czerwca rozpętał się tajfun, który spowodował urwanie dziobu krążownika USS „Pittsburgh”, ale na pokładzie „Missouri” doszło do jedynie niewielkich uszkodzeń. Kolejny atak na Kiusiu nastąpił 8 czerwca, a po jego zakończeniu i po trzech miesiącach nieustannej służby w ramach kampanii na Okinawie, pancernik został wycofany do portu San Pedro na filipińskiej wyspie Leyte.
Właśnie tutaj Trzecia Flota wraz z flagowym okrętem „Missouri” przygotowywała się do ataku na Tokio po wpłynięciu na japońskie wody terytorialne. Flota obrała kurs na Japonię 8 lipca, a 2 dni później zaskoczyła atakiem stolicę kraju, a następnie 13 i 14 lipca zbombardowała cele na Honsiu i Hokkaido. Po raz pierwszy w historii Japonii ostrzał z artylerii pokładowej okrętu wojennego spowodował tak wielkie zniszczenia głównych instalacji przemysłowych na wyspach, gdy 15 lipca USS „Missouri” zbliżył się do wybrzeża Hokkaido atakując fabryki Nihon Steel Co. i Wanishi Ironworks w Muroran.
W nocy z 17 na 18 lipca „Missouri” bombardował cele przemysłowe na Honsiu. Ataki na pozostałe cele na wybrzeżu Morza Wewnętrznego trwały jeszcze 25 lipca 1945, a pancernik zapewniał ochronę lotniskowcom wysyłającym samoloty przeciwko japońskiej stolicy. Do końca miesiąca flota amerykańska całkowicie zapanowała nad wodami terytorialnymi Japonii, a zadaniem „Missouri” i reszty Trzeciej Floty było utrzymanie tego stanu tak na morzu, jak i w powietrzu.
Ostrzał Hokkaido i północnej części Honsiu wznowiono 9 sierpnia w dniu zrzucenia drugiej bomby atomowej, a już następnego dnia o 20:54 na pokład pancernika dotarła nieoficjalna wiadomość o gotowości Japonii do kapitulacji na warunkach podanych przez cesarza, który wymagał pozostawienia mu przywileju jedynego władcy kraju. O 7:45 15 sierpnia otrzymano oficjalną wiadomość, że prezydent Harry Truman zawiadomił o zaakceptowaniu przez Japonię propozycji bezwarunkowej kapitulacji.

### Podpisanie aktu kapitulacji Cesarstwa Japonii

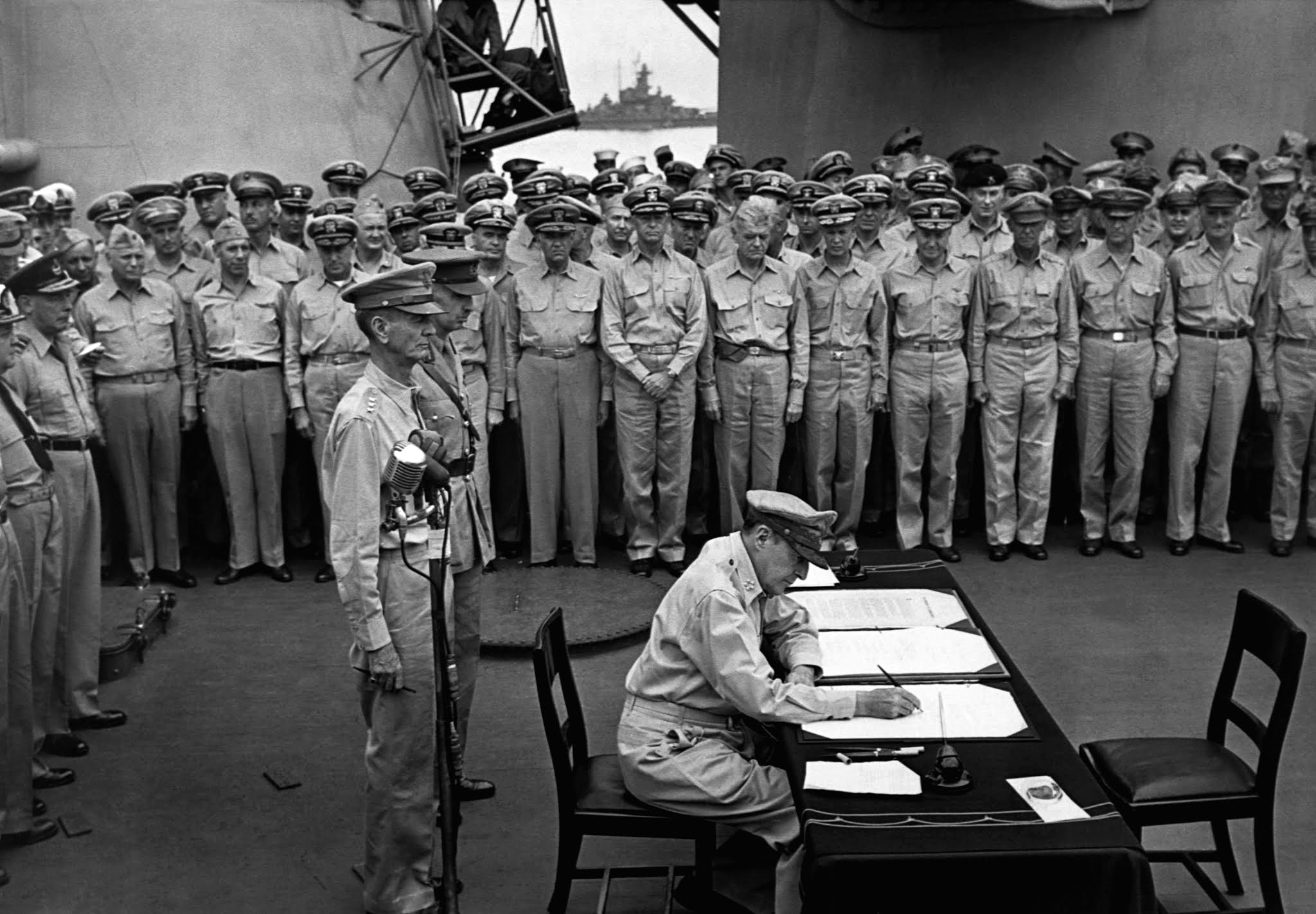
Marynarze i oficerowie sił alianckich obserwują generała armii Douglasa MacArthura podpisującego dokumenty podczas ceremonii kapitulacji na pokładzie „Missouri” w dniu 2 września 1945. Bezwarunkowa kapitulacja Japonii wobec aliantów oficjalnie zakończyła II wojnę światową

Głównodowodzący Brytyjską Flotą Pacyfiku, admirał Bruce Fraser wszedł na pokład USS „Missouri” 16 sierpnia i nadał admirałowi Halseyowi Order Imperium Brytyjskiego. W dniu 21 sierpnia 200 marynarzy i oficerów z „Missouri” zostało oddelegowanych na siostrzany USS „Iowa” do tymczasowej służby w ramach sił okupacyjnych stolicy Japonii, a sam pancernik wpłynął osiem dni później, 29 sierpnia do Zatoki Tokijskiej w celu przygotowania się do ceremonii podpisania oficjalnej kapitulacji Japonii.
Oficerowie wysokiej rangi, jako przedstawiciele sił sprzymierzonych weszli na pokład okrętu 2 września. Byli wśród nich przedstawiciele: Wolnej Francji generał Leclerc, Republiki Chińskiej generał Xu Yongchang, ZSRR generał porucznik Kuźma Dieriewianko, Australii generał Thomas Blamey, Kanady pułkownik Lawrence Moore Cosgrave, Holandii wiceadmirał Conrad Emil Lambert Helfrich i Nowej Zelandii wicemarszałek lotnictwa Leonard Monk Isitt. Głównodowodzący amerykańską flotą Pacyfiku admirał Chester Nimitz wszedł na pokład „Missouri” krótko po 8:00, a głównodowodzący sił sprzymierzonych na Pacyfiku generał Douglas MacArthur o 8:43. Delegacja japońska z ministrem spraw zagranicznych Mamoru Shigemitsu na czele, przybyła o 8:56. O 9:02 generał MacArthur podszedł do przygotowanych mikrofonów rozpoczynając trwającą 23 minuty i transmitowaną przez radio ceremonię kapitulacji Japonii.
Podczas ceremonii kapitulacji, pokład USS „Missouri” był udekorowany jedynie dwiema flagami amerykańskimi. Jedną z nich była ta sama flaga, która powiewała na maszcie okrętu komandora Matthew Perry’ego, gdy wpływał on do Zatoki Tokijskiej niemal sto lat wcześniej z żądaniem otwarcia japońskich portów dla zagranicznych statków handlowych. W literaturze pojawia się wzmianka jakoby druga z flag była tą samą, która 7 grudnia 1941 roku, w dniu japońskiego ataku na Pearl Harbor powiewała nad Białym Domem czy Kapitolem, w rzeczywistości jednak była to „...po prostu zwykła flaga wojskowa”.
Około 9:30 japońscy emisariusze opuścili pokład pancernika. Po południu 5 września admirał Halsey przeniósł swój proporzec na pancernik „South Dakota”, a następnego dnia rano „Missouri” opuścił Zatokę Tokijską. W ramach operacji „Czarodziejski Dywan” okręt przewiózł z Guam w kierunku Hawajów grupę żołnierzy amerykańskich i 20 września przybył do Pearl Harbor. 28 września okręt został przejęty przez admirała Nimitza.

## Okres powojenny (1946–1950)

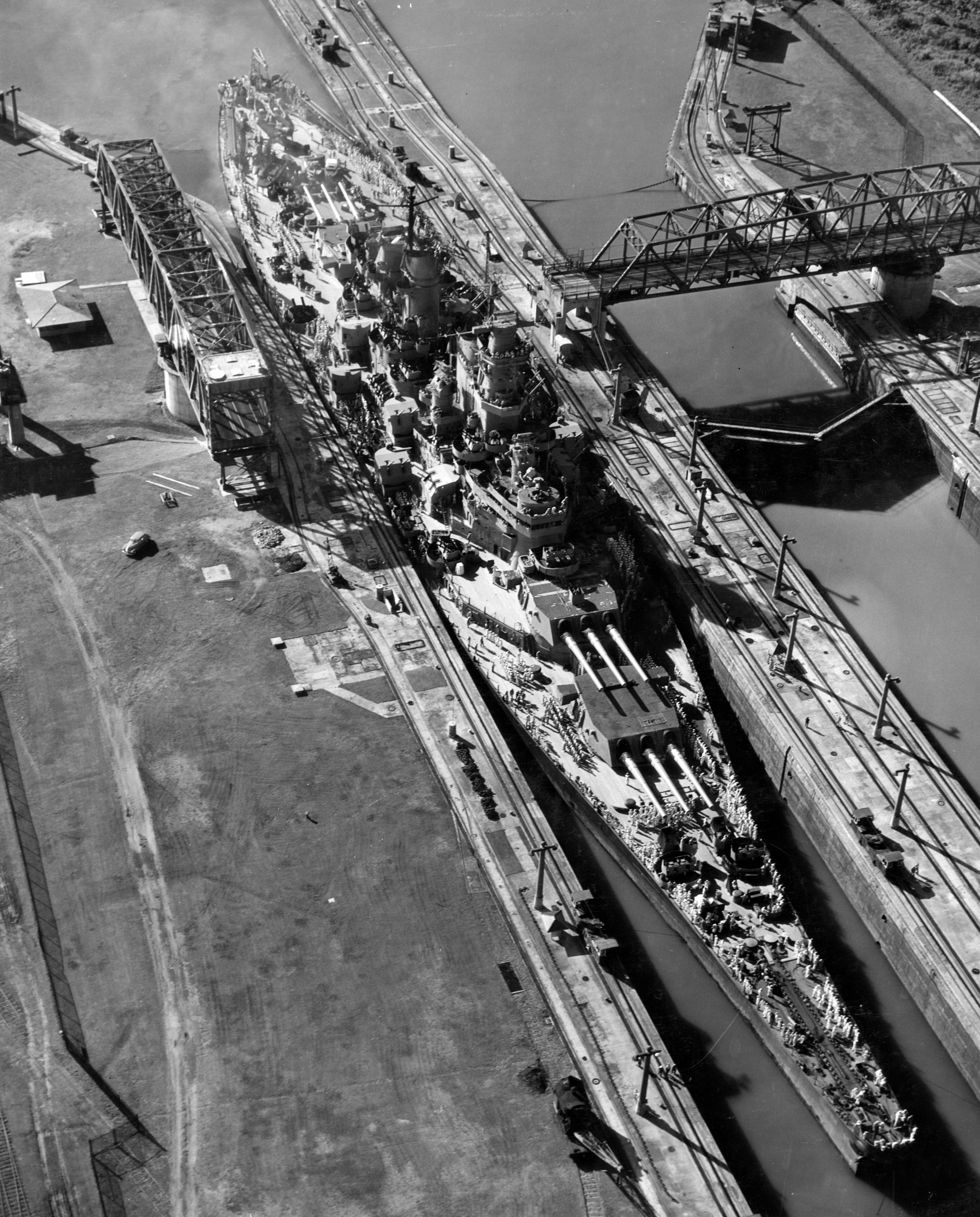
Śluzowanie USS „Missouri” przez Kanał Panamski w drodze do Stanów Zjednoczonych w październiku 1945

Następnego dnia, 29 września 1945, pancernik opuścił Pearl Harbor i udał się w stronę Kanału Panamskiego, a później Nowego Jorku gdzie dotarł 23 października. Po przybyciu swoją flagę zawiesił na okręcie admirał Jonas Ingram, głównodowodzący Floty Atlantyckiej. Cztery dni później, w dniu „Święta Marynarki Wojennej” na pokład pancernika wszedł prezydent Harry Truman. Na cześć głowy państwa z dział USS „Missouri” oddano 21-strzałową salwę honorową.
Po remoncie w stoczni New York Naval Shipyard i krótkim rejsie treningowym na Kubę, USS „Missouri” powrócił do Nowego Jorku. Po południu 21 marca 1946 na okręt załadowano trumnę ze szczątkami zmarłego w 1944 tureckiego ambasadora w Stanach Zjednoczonych Münira Ertegüna. Następnego dnia okręt odpłynął w kierunku Gibraltaru, a 5 kwietnia zakotwiczył na wodach Bosforu w pobliżu Stambułu. Zarówno podczas transportu trumny na brzeg, jak i w czasie pogrzebu z pokładu pancernika oddano 19-strzałowe salwy honorowe.
USS „Missouri” opuścił Stambuł 9 kwietnia i tego samego dnia zacumował w greckim porcie w Pireusie. Wizyta pancernika miała miejsce w roku wzrostu zainteresowania i aktywności radzieckiej w obszarze Bałkanów. Na terenie Grecji istniało zagrożenie wybuchu inspirowanej przez komunistów wojny domowej, której celem miałoby być rozszerzenie wpływu ZSRR w rejonie Morza Śródziemnego. Związek Radziecki zażądał od Turcji zapewnienia bazy dla sił morskich na greckich wyspach Dodekanez w zamian za wspólną kontrolę nad cieśniną Dardanele łączącą Morze Czarne z Morzem Śródziemnym.
Rejs USS „Missouri” po wschodnich akwenach Morza Śródziemnego wpłynął pozytywnie na nastroje społeczeństw Grecji i Turcji, stając się symbolem zainteresowania Stanów Zjednoczonych niezależnością obu narodów.
Pancernik opuścił port w Pireusie 26 kwietnia i w drodze do Norfolk, gdzie dotarł 9 maja zawijał jeszcze do portów w Tangerze i Algierze. Trzy dni później okręt odpłynął w kierunku portorykańskiej wyspy Culebra, aby dołączyć do 8 Floty admirała Mitschera w celu odbycia największych od zakończenia wojny manewrów na Atlantyku. „Missouri” powrócił z ćwiczeń do portu w Nowym Jorku 27 maja i cały kolejny rok pełnił służbę na wodach przybrzeżnych od cieśniny Davisa w pobliżu Grenlandii do Karaibów. W tym czasie prowadzono na okręcie szkolenia kadry dowódczej. Podczas ćwiczeń artyleryjskich prowadzonych w dniu 13 grudnia na północnym Atlantyku USS „Missouri” został przypadkowo trafiony pociskiem oświetlającym. W wypadku nie odnotowano poszkodowanych członków załogi.

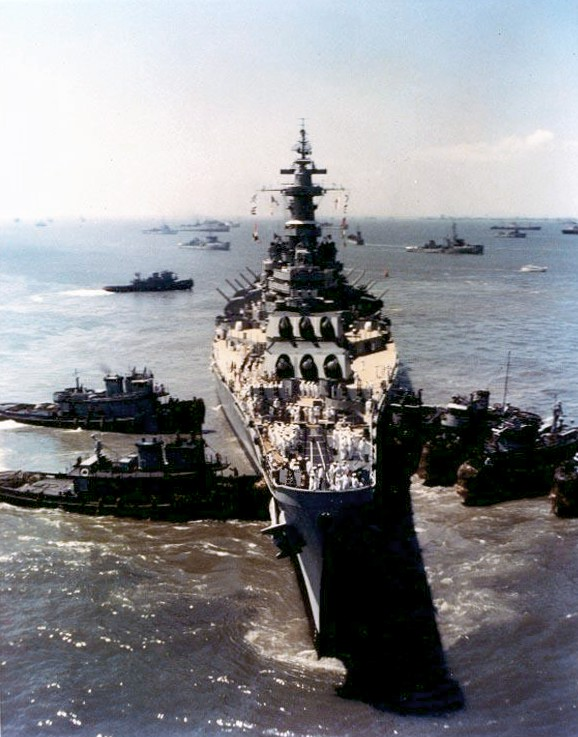
USS „Missouri” po przypadkowym wejściu na mieliznę rankiem 17 stycznia 1950

W dniu 30 sierpnia 1947 USS „Missouri” wpłynął do portu w Rio de Janeiro, gdzie odbywała się konferencja w sprawie nowego traktatu obronnego pomiędzy państwami obu Ameryk. 2 września prezydent Stanów Zjednoczonych Harry Truman przybył na „Missouri”, na pokładzie którego świętowano podpisanie traktatu z Rio rozszerzającego postanowienia doktryny Monroego. Ustalono, że atak na którykolwiek z sygnatariuszy traktatu będzie uznany za atak na wszystkich jego członków.
Rodzina prezydenta Trumana dołączyła do niego 7 września i razem wrócili na pokładzie pancernika do Norfolk, gdzie dotarli 19 września. Następnie od 23 września do 10 marca 1948 okręt przeszedł remont w stoczni nowojorskiej, a po jego zakończeniu przeprowadzono ćwiczenia w pobliżu bazy Guantanamo. Latem 1948 pancernik odbywał rejsy szkoleniowe dla kadetów i oficerów rezerwy, a 1 listopada wyszedł z portu w Norfolk w trzytygodniowy rejs szkoleniowy na arktycznych wodach cieśniny Davisa. W ciągu następnych dwóch lat USS „Missouri” uczestniczył w ćwiczeniach morskich na Atlantyku prowadzonych na akwenach sięgających od wód przybrzeżnych Nowej Anglii, aż do Karaibów. Jedynie latem przeprowadzono dwie tury szkoleń dla kadetów. Kolejny remont w stoczni marynarki wojennej Norfolk Naval Shipyard przeprowadzono w okresie od 23 września 1949 do 17 stycznia 1950.
W drugiej połowie lat 40. XX wieku wszystkie rodzaje amerykańskich sił zbrojnych zmniejszyły liczbę posiadanego uzbrojenia w porównaniu do stanu z czasów wojny. W rezultacie wiele należących do US Navy jednostek pływających różnych typów zostało wycofanych z uzbrojenia i skierowanych na złom lub do floty rezerwowej rozlokowanej na wschodnim i zachodnim wybrzeżu Stanów Zjednoczonych. W ramach zmniejszania liczebności floty trzy pancerniki typu Iowa zostały wycofane ze służby, a jedyną jednostką tego typu, która pozostała na uzbrojeniu był USS „Missouri” na którego wycofanie nie zgodził się prezydent Truman. Wbrew wnioskowi Sekretarza Obrony Louisa Johnsona, Sekretarza Marynarki Wojennej Johna L. Sullivana i Szefa Operacji Morskich Louisa E. Denfelda Truman polecił utrzymanie pancernika „Missouri” w służbie częściowo ze względu na swój własny wkład w powstanie okrętu, a częściowo na osobę swojej córki Margaret Truman, która była matką chrzestną okrętu.
17 stycznia 1950, po opuszczeniu stoczni, „Missouri” wypłynął z Hampton Roads na misję treningową, gdy rankiem w pobliżu Old Point Comfort, w odległości 1,6 mili (3 km) od latarni morskiej Thimble Shoals Light, wszedł na mieliznę. Okręt uderzył w dno w odległości trzech swoich długości od głównego kanału żeglugowego na tyle mocno, że jego linia wodna podniosła się nad powierzchnię o ponad 2 metry. Fakt zajścia tego zdarzenia został wykorzystany do krytyki Stanów Zjednoczonych przez Związek Radziecki, który zamieścił opis zdarzenia w publikacji „Czerwona Flota”. Z pomocą holowników, pontonów oraz nadciągającego przypływu udało się ściągnąć okręt z mielizny 1 lutego 1950 i odholować do stoczni w celu naprawy.

## Wojna koreańska (1950–1955)
W 1950 wojska Korei Północnej przekroczyły 38 równoleżnik wkraczając na terytorium Korei Południowej, a w odpowiedzi na tę agresję Rada Bezpieczeństwa ONZ zdecydowała 27 czerwca o wysłaniu do Korei sił międzynarodowych. Prezydent Stanów Zjednoczonych Harry Truman w momencie inwazji przebywał na urlopie, ale dość szybko wydał amerykańskim siłom zbrojnym stacjonującym w Japonii rozkaz przebazowania do Korei Południowej. Ponadto, polecił wysłanie ze Stanów Zjednoczonych dodatkowych sił piechoty, czołgów, samolotów myśliwskich i bombowych, oraz silnych sił morskich w celu wsparcia Republiki Korei. W ramach mobilizacji odwołano z floty atlantyckiej także pancernik „Missouri”, który 19 sierpnia wypłynął z Norfolk z misją wsparcia wojsk ONZ na Półwyspie Koreańskim.

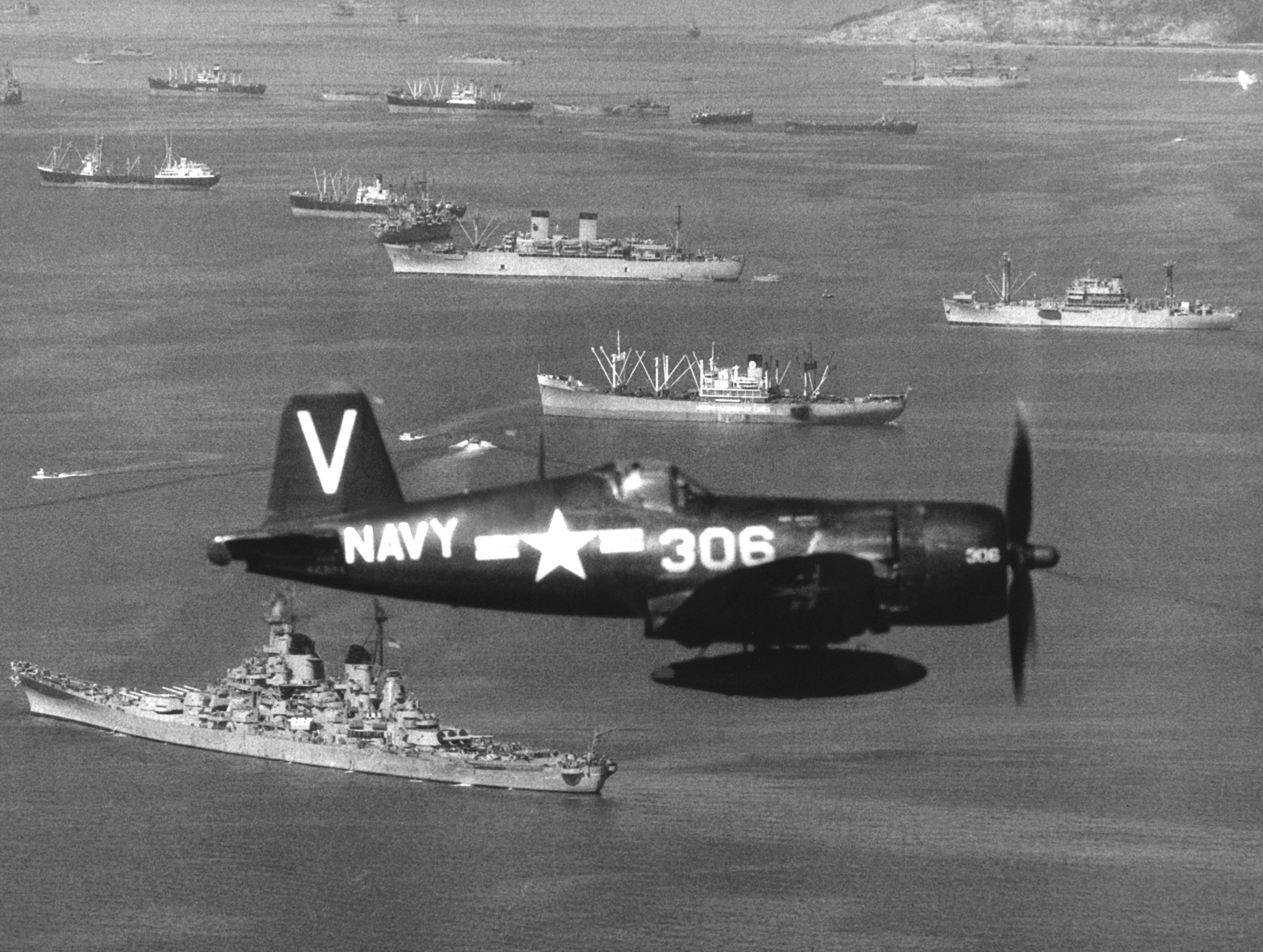
Vought F4U-4B Corsair z eskadry myśliwskiej VF-113 „Stingers” lecący ponad ugrupowaniem okrętów, włącznie z USS „Missouri”. Inchon, Korea 15 sierpnia 1950

14 września na zachód od Kiusiu, USS „Missouri” dołączył do sił Narodów Zjednoczonych, stając się okrętem flagowym kontradmirała A. E. Smitha. Pancernik dotarł do wybrzeży koreańskich 15 września 1950 rozpoczynając bombardowanie miasta Samcheok w celu odwrócenia uwagi od lądujących w pobliżu Inczon wojsk amerykańskiego X Korpusu Ekspedycyjnego. Był to pierwszy przypadek od zakończenia II wojny światowej, gdy „Missouri” ostrzeliwał cele na lądzie. Pancernik prowadził bombardowanie w towarzystwie krążownika USS „Helena” i dwóch niszczycieli, wspierając w ten sposób ofensywę amerykańskiej 8 Armii.
„Missouri” przybył do Inczon 19 września, a 10 października stał się okrętem flagowym dowodzącego 5 Flotyllą Krążowników kontradmirała J.M. Higginsa. Cztery dni później pancernik przybył do zlokalizowanej na japońskiej wyspie Kiusiu amerykańskiej bazy morskiej Sasebo, gdzie pełnił służbę jako okręt flagowy wiceadmirała A. D. Struble’a, głównodowodzącego 7 Floty, a następnie wypłynął z misją ochrony lotniskowca USS „Valley Forge” u wschodnich wybrzeży Korei. Do 26 października prowadził bombardowanie celów lądowych w rejonach Ch'ŏngjin i Tanch'ŏn, oraz w pobliżu Wonsan pełnił kolejną misję ochrony lotniskowców.
Lądujące w pobliżu Inczon wojska generała MacArthura przecięły linie zaopatrzeniowe armii północnokoreańskiej, w rezultacie powodując długotrwały odwrót sił Korei Północnej z terytorium Korei Południowej. Odwrót ten był monitorowany przez Chińską Republikę Ludową obawiającą się, że kontrofensywa sił Narodów Zjednoczonych może w konsekwencji doprowadzić do powstania kraju kapitalistycznego tuż za jej granicami, a później do rozpoczęcia działań zbrojnych przeciwko Chinom.
Dowódcy sił ONZ, a zwłaszcza amerykański generał Douglas MacArthur, rozważali możliwość potencjalnej kampanii przeciwko Chinom. Dlatego, aby odwieść wojska Narodów Zjednoczonych od całkowitego zajęcia Półwyspu Koreańskiego Chińska Republika Ludowa wystosowała drogą dyplomatyczną ostrzeżenie, że użyje siły w celu obrony własnych granic. Ostrzeżenia te nie zostały potraktowane poważnie z wielu przyczyn, z których główną był brak wystarczającej liczby samolotów zdolnych do zapewnienia obrony powietrznej takiej operacji militarnej. Sytuacja ta zmieniła się nagle 19 października 1950, kiedy pierwsi Chińscy Ochotnicy Ludowi dowodzeni przez generała Peng Dehuai przekroczyli granicę Korei Północnej. Siły chińskie w liczbie 380 tysięcy żołnierzy przystąpiły do walki z siłami Narodów Zjednoczonych rozpoczynając bitwę nad Zalewem Changjin. Ofensywa chińska kompletnie zaskoczyła siły ONZ, które zostały zmuszone do szybkiego odwrotu. Głównym zadaniem wojsk ONZ było zabezpieczenie odwrotu własnych sił i z taką właśnie misją pancernik „Missouri” wpłynął 23 grudnia na wody w pobliżu portu Hŭngnam w celu zapewnienia wsparcia artyleryjskiego dla wycofującej się amerykańskiej 3 Dywizji Piechoty, która opuściła półwysep dzień później 24 grudnia 1950 roku.

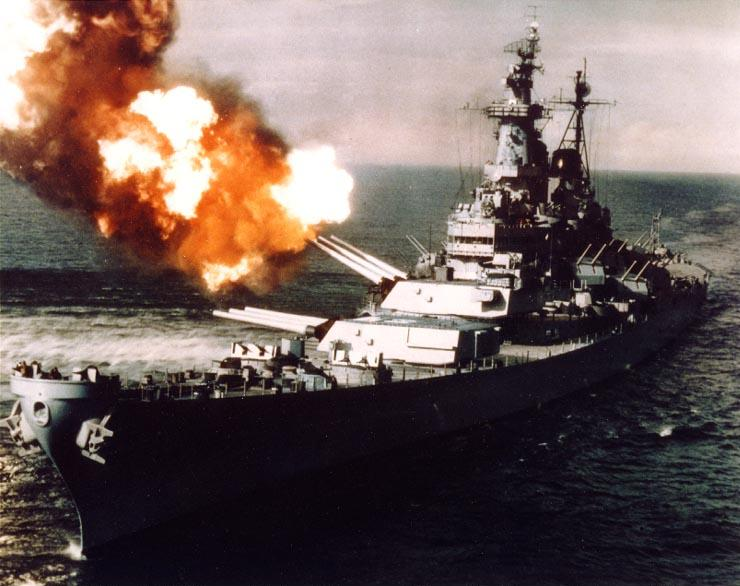
USS „Missouri” na wodach przybrzeżnych Korei, ostrzeliwujący pozycje wroga przy pomocy artylerii głównej

Pancernik „Missouri” uczestniczył w operacjach morskich wraz z lotniskowcami, także w bombardowaniach wybrzeża południowokoreańskiego aż do 19 marca 1951. W dniu 24 marca zawinął do amerykańskiej bazy morskiej Yokosuka, a 4 dni później został odwołany ze służby na Dalekim Wschodzie. „Missouri” opuścił bazę Yokosuka 28 marca i 27 kwietnia przybył do Norfolk, gdzie rozpoczął służbę jako okręt flagowy kontradmirała Jamesa L. Hollowaya Juniora, głównodowodzącego Grupy Krążowników (Cruiser Force) Floty Atlantyckiej. Latem 1951 pancernik odbył dwa rejsy szkoleniowe do północnej Europy z kadetami na pokładzie, a 18 października wpłynął do stoczni Norfolk Naval Shipyard w celu przeprowadzenia remontu, który trwał do 30 stycznia 1952 roku.
Przez całą zimę i wiosnę USS „Missouri” odbywał rejsy szkoleniowe po zatoce Guantanamo odwiedzając między innymi Nowy Jork, a 4 sierpnia po raz kolejny zawinął do Norfolk w celu przygotowania do drugiej tury działań wojennych na wodach koreańskich.
W rejs do bazy morskiej Yokosuka pancernik wypłynął 11 września 1952 i przybył do niej 17 października, dwa dni później stając się okrętem flagowym wiceadmirała Josepha J. Clarka, dowódcy 7 Floty. Pierwszą misją okrętu było wsparcie artyleryjskie polegające na bombardowaniu w okresie od 25 października do 2 stycznia 1953 celów położonych na wybrzeżu Korei, głównie w okolicach Chaho-Tanchon, Ch'ŏngjin, Tanchon-Sonjin, oraz Chaho, Wonsan, Hamhung i Hungnam.
USS „Missouri” zawinął do portu w Inczonie 5 stycznia 1953, a stamtąd odpłynął do bazy Sasebo w Japonii, gdzie 23 stycznia odbyła się wizytacja generała Marka W. Clarka, głównodowodzącego sił ONZ i admirała sir Guya Russella, dowódcy bazy Royal Navy na Dalekim Wschodzie. Przez kolejne tygodnie „Missouri” pełnił służbę wzdłuż wybrzeży Korei wspierając w ramach akcji określonej kryptonimem „Cobra” amerykańskie siły lądowe. Wielokrotne uderzenia na miasta Wonsan, Tanehon, Hungnam i Kojo spowodowały kompletne zniszczenie głównych traktów zaopatrzeniowych na wschodnim wybrzeżu Korei.
Ostatnim ostrzelanym przez pancernik „Missouri” 25 marca przy pomocy artylerii głównej celem był rejon miasta Kojo. Kilkanaście dni wcześniej 6 marca, dowodzący okrętem kapitan Warner R. Edsall zmarł nagle na zawał serca. 6 kwietnia USS „Missouri” zakończył służbę w ramach 7 Floty, a rolę okrętu flagowego przejął pancernik tego samego typu USS „New Jersey”.
„Missouri” opuścił Yokosukę 7 kwietnia 1953 udając się do Norfolk, gdzie zawinął 4 maja, stając się 10 dni później okrętem flagowym kontradmirała E. T. Woolridge’a, dowódcy Floty Atlantyckiej Pancerników i Krążowników. Od 8 czerwca do 4 sierpnia na pokładzie pancernika prowadzono ćwiczenia dla kadetów, a po powrocie z rejsu okręt został skierowany do Norfolk Naval Shipyard na kolejny remont, który trwał od 20 listopada 1953 do 2 kwietnia 1954 roku. Dwa miesiące później, 7 czerwca USS „Missouri” jako okręt flagowy kontradmirała R. E. Kirby’ego wypłynął w rejs szkoleniowy dla kadetów w kierunku Lizbony i Cherbourga. Podczas tej podróży „Missouri” dołączył do pozostałych trzech pancerników klasy Iowa: USS „New Jersey”, USS „Wisconsin”, oraz USS „Iowa” i był to jedyny raz, kiedy wszystkie te cztery pancerniki płynęły razem. Po powrocie do Norfolk 3 sierpnia okręt został skierowany na zachodnie wybrzeże, gdzie dotarł 23 sierpnia. Po wizytach w portach Long Beach i San Francisco, USS „Missouri” przybył 15 września do Seattle w stanie Waszyngton. Trzy dni później wpłynął do stoczni marynarki wojennej Puget Sound Naval Shipyard, gdzie został wycofany do rezerwy i 26 lutego 1955 wszedł w skład Rezerwowej Floty Pacyfiku zacumowanej w Bremerton.
Po przybyciu do Bremerton, USS „Missouri” został zacumowany do ostatniego pirsu kotwicowiska floty rezerwowej, bardzo blisko lądu stając się bardzo popularną atrakcją odwiedzaną przez około 180 000 turystów rocznie. Głównym punktem odwiedzanym przez turystów był „pokład kapitulacyjny” (surrender deck) z brązową tablicą upamiętniającą miejsce podpisania kapitulacji przez Japonię, oraz wystawą historyczną z kopiami zdjęć i dokumentów ilustrujących to zdarzenie. USS „Missouri” pozostał w tym miejscu przez kolejne 30 lat zanim został przywrócony do służby po raz kolejny.

## Powrót do służby (1984–1990)

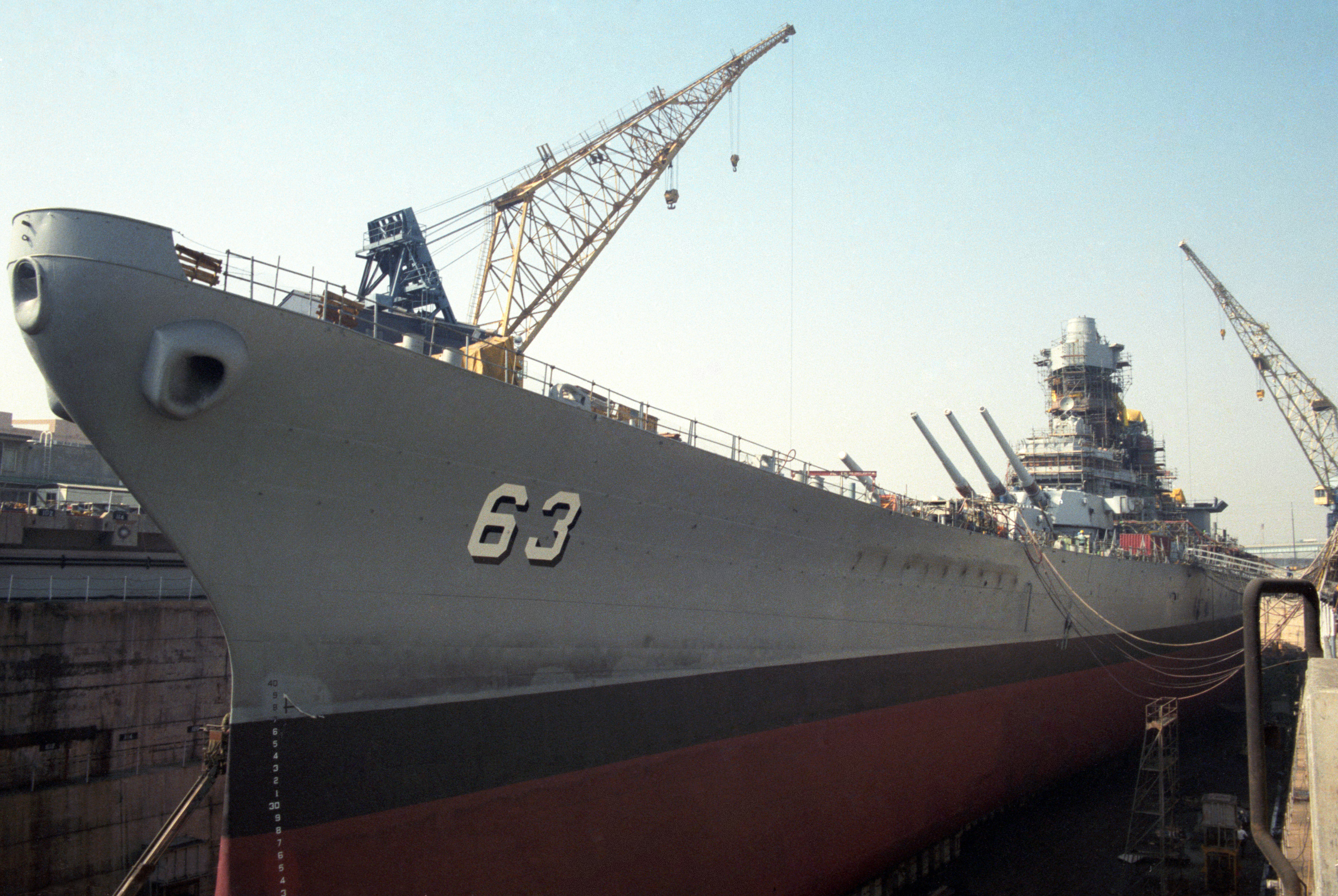
USS „Missouri” w suchym doku Long Beach Naval Shipyard podczas modernizacji w 1985 roku

Za prezydentury Ronalda Reagana rozpoczęto realizację kierowanego przez Sekretarza Marynarki Johna F. Lehmana strategicznego planu odbudowy floty wojennej Stanów Zjednoczonych noszącego nazwę Marynarki 600 okrętów (600-Ship Navy). Jednym z założeń planu było przywrócenie do służby pancerników typu Iowa, dlatego latem 1984 USS „Missouri” został odholowany przez holownik ratowniczy USS „Beaufort” do stoczni marynarki wojennej Long Beach Naval Yard, gdzie został poddany modernizacji przed planowanym przywróceniem do służby. Przygotowania do transportu prowadziła załoga w minimalnym składzie 20 osób, której członkowie pracowali przez trzy tygodnie po 12–16 godzin dziennie. Podczas modernizacji zdemontowano z pokładu USS „Missouri” wszystkie przeciwlotnicze armaty Oerlikon kal. 20 mm i Bofors kal. 40 mm ze względu na ich niską skuteczność przeciwko nowym odrzutowym myśliwcom i pociskom przeciwokrętowym, dodatkowo zdemontowano cztery zlokalizowane na śródokręciu po obu stronach pokładu stanowiska artylerii średniej 127 mm.
W ciągu kilku następnych miesięcy okręt został wyposażony w najbardziej zaawansowane ówcześnie systemy uzbrojenia, w których skład weszło cztery czterokontenerowe wzmocnione wyrzutnie Mk 141 przeznaczone dla przeciwokrętowych kierowanych pocisków rakietowych RGM-84 Harpoon, oraz osiem wyrzutni Mk 143 Armored Box Launcher (ABL) z 32 pociskami BGM-109 Tomahawk, a także cztery wieże systemu artyleryjskiego Phalanx CIWS, których celem było zwalczanie pocisków przeciwokrętowych i samolotów nieprzyjaciela. Zmodernizowano także instalacje radarowe i systemy kierowania ogniem artylerii i pocisków rakietowych, oraz unowocześniono systemy walki elektronicznej. Dzwon okrętowy o masie 800 funtów, który zdjęto i przekazano do Jefferson w stanie Missouri powrócił na swoje miejsce na pokładzie pancernika. Tak uzbrojony USS „Missouri” został formalnie przywrócony do służby 10 maja 1986 roku podczas uroczystości w San Francisco w Kalifornii. Sekretarz Obrony Stanów Zjednoczonych Caspar Weinberger powiedział do zgromadzonego na ceremonii dziesięciotysięcznego tłumu gości „To jest święto odrodzenia amerykańskiej potęgi morskiej”. Zwracając się do załogi pancernika poradził „słuchać kroków tych, którzy służyli na okręcie wcześniej. One mówią do was o honorze i ważności waszej służby. Przypominają o waszej tradycji”.

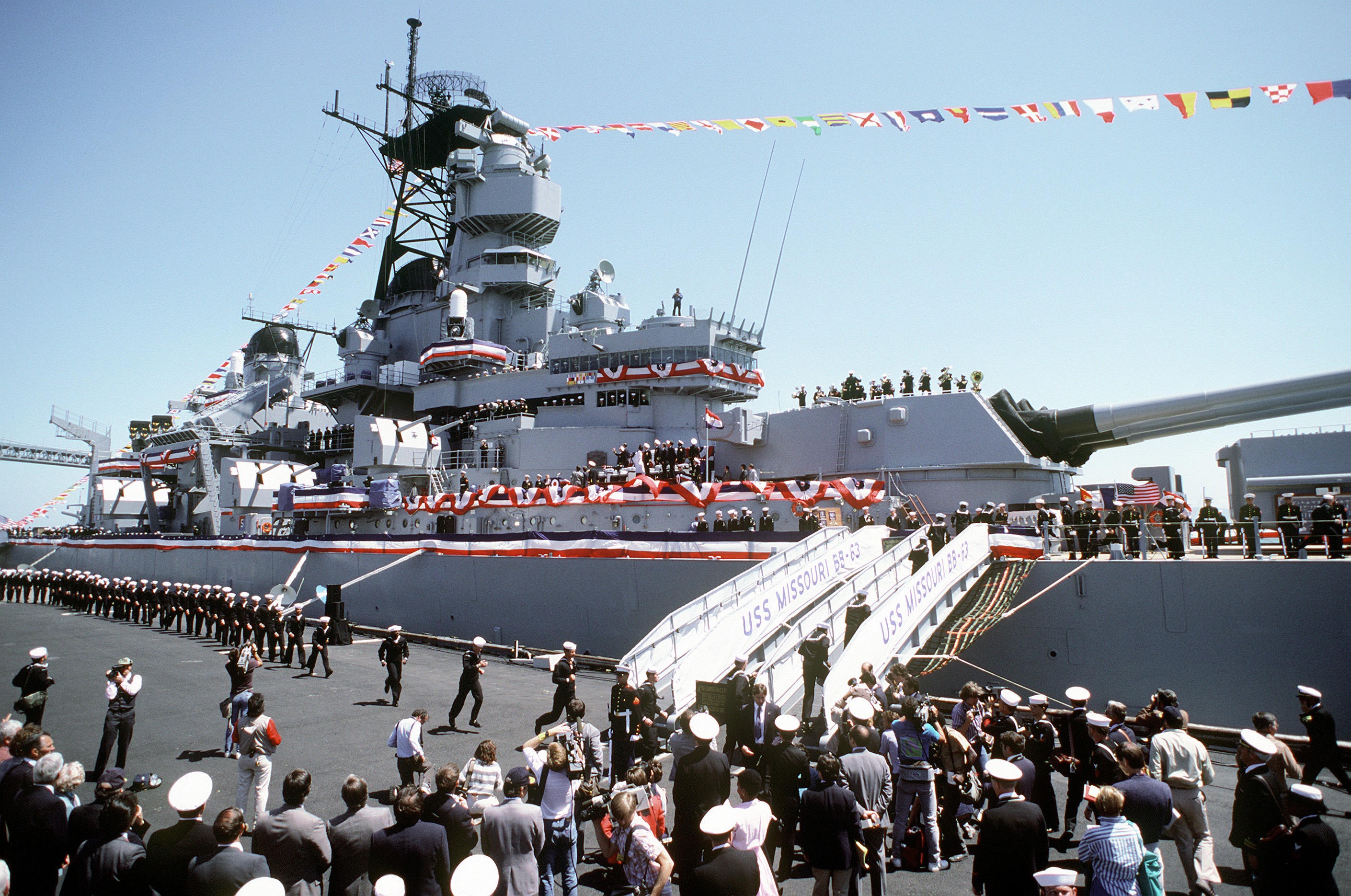
Ceremonia przywrócenia do służby pancernika USS „Missouri”. San Francisco, Kalifornia

Cztery miesiące później przywrócony do służby pancernik wypłynął z nowego portu macierzystego Naval Station Long Beach w rejs dookoła świata poczynając od Hawajów, przez Australię, Tasmanię, atol Diego Garcia, Egipt, Turcję, Włochy, Hiszpanię, Portugalię i Panamę. USS „Missouri” stał się pierwszym pancernikiem amerykańskim, który opłynął kulę ziemską od czasów Wielkiej Białej Floty złożonej z amerykańskich pancerników i ich eskorty, która 80 lat wcześniej na polecenie prezydenta Theodore’a Roosevelta opłynęła świat. W skład Wielkiej Białej Floty wchodził USS „Missouri” o numerze BB-11, pierwszy pancernik noszący to miano.
W 1987 USS „Missouri” został dodatkowo wyposażony w 40 mm granatniki i 25 mm działka automatyczne, a następnie wysłany do Zatoki Perskiej w celu ochrony kuwejckich tankowców w ramach operacji Earnest Will. Celem zainstalowania uzbrojenia o tak małym kalibrze była ochrona przed kierowanymi przez Irańczyków szybkimi łodziami motorowymi szwedzkiej produkcji Boghammar. 25 lipca 1987 okręt został wysłany na sześciomiesięczny rejs po Oceanie Indyjskim i północnej części Morza Arabskiego, gdzie przez ponad 100 dni pozostawał w stanie ciągłej gotowości bojowej. Jako główny okręt grupy bojowej Echo USS „Missouri” eskortował konwoje tankowców przez cieśninę Ormuz, chroniąc je przed atakami pocisków przeciwokrętowych HY-2 Haiying, których wyrzutnie zainstalowano na irańskim wybrzeżu.
Pancernik powrócił do Stanów Zjednoczonych na początku 1988 przez atol Diego Garcia, Australię i Hawaje. Kilka miesięcy później „Missouri” znów wpłynął na wody wokół Hawajów w ramach ćwiczeń Rim of the Pacific (RimPac), w których uczestniczyło ponad 50000 żołnierzy, oraz okręty sił morskich Australii, Kanady, Japonii i Stanów Zjednoczonych. W międzyczasie okręt zawinął między innymi do portów w Vancouver i Victorii w Kanadzie, San Diego, Seattle i Bremerton.
Na początku 1989 roku okręt trafił do stoczni marynarki wojennej Long Beach Naval Shipyard w celu przeprowadzenia bieżących remontów, a kilka miesięcy później wziął udział w ćwiczeniach Pacific Exercise (PacEx), gdzie wraz z siostrzanym pancernikiem USS „New Jersey” zademonstrowano jednoczesne strzelanie z artylerii głównej 406 mm obu jednostek. Pokaz został wykonany w obecności lotniskowców USS „Enterprise” i USS „Nimitz”. Ukoronowaniem ćwiczeń PacEx była wizyta pancernika w południowokoreańskim porcie Pusan. W 1990 roku „Missouri” po raz kolejny wziął udział w ćwiczeniach RimPac wraz z okrętami Australii, Kanady, Japonii i Korei.

## Wojna w Zatoce Perskiej (1990–1991)
2 sierpnia 1990 dowodzone przez Saddama Hussajna wojska irackie zaatakowały Kuwejt. W połowie tego samego miesiąca prezydent Stanów Zjednoczonych George H.W. Bush zgodnie z doktryną Cartera polecił wysłać kilka tysięcy żołnierzy i duże siły morskie do Arabii Saudyjskiej i Zatoki Perskiej by stamtąd mogły wspierać międzynarodowy kontyngent sił zbrojnych przeciwko irackiemu dyktatorowi.
Zaplanowany dla USS „Missouri” czteromiesięczny rejs po portach Zachodniego Pacyfiku, który miał rozpocząć się we wrześniu został anulowany na kilka dni przed wypłynięciem pancernika. Okręt został postawiony w gotowości na okoliczność ewentualnej mobilizacji wraz z eskalacją działań na Bliskim Wschodzie. „Missouri” wypłynął w kierunku Zatoki Perskiej 13 listopada 1990 roku. Prasa rozpisywała się na temat wykorzystania tak potężnego i utytułowanego okrętu, a odcumowanie od pirsu numer 6 bazy morskiej w Long Beach było dużym wydarzeniem. Pancernik obrał kurs na Hawaje i Filipiny w celu przygotowania go do misji w Zatoce Perskiej. Zanim obrał kurs na cieśninę Ormuz zatrzymał się w amerykańskich bazach morskich Subic Bay na wyspie Luzon i Pattaya Beach w Tajlandii. Na wody Zatoki Perskiej USS „Missouri” wpłynął 3 stycznia 1991. Podczas operacji lądowania wojsk koalicji w ramach operacji Pustynna Burza pancernik był przygotowany do prowadzenia wsparcia z morza przy pomocy artylerii pokładowej i pocisków rakietowych Tomahawk.

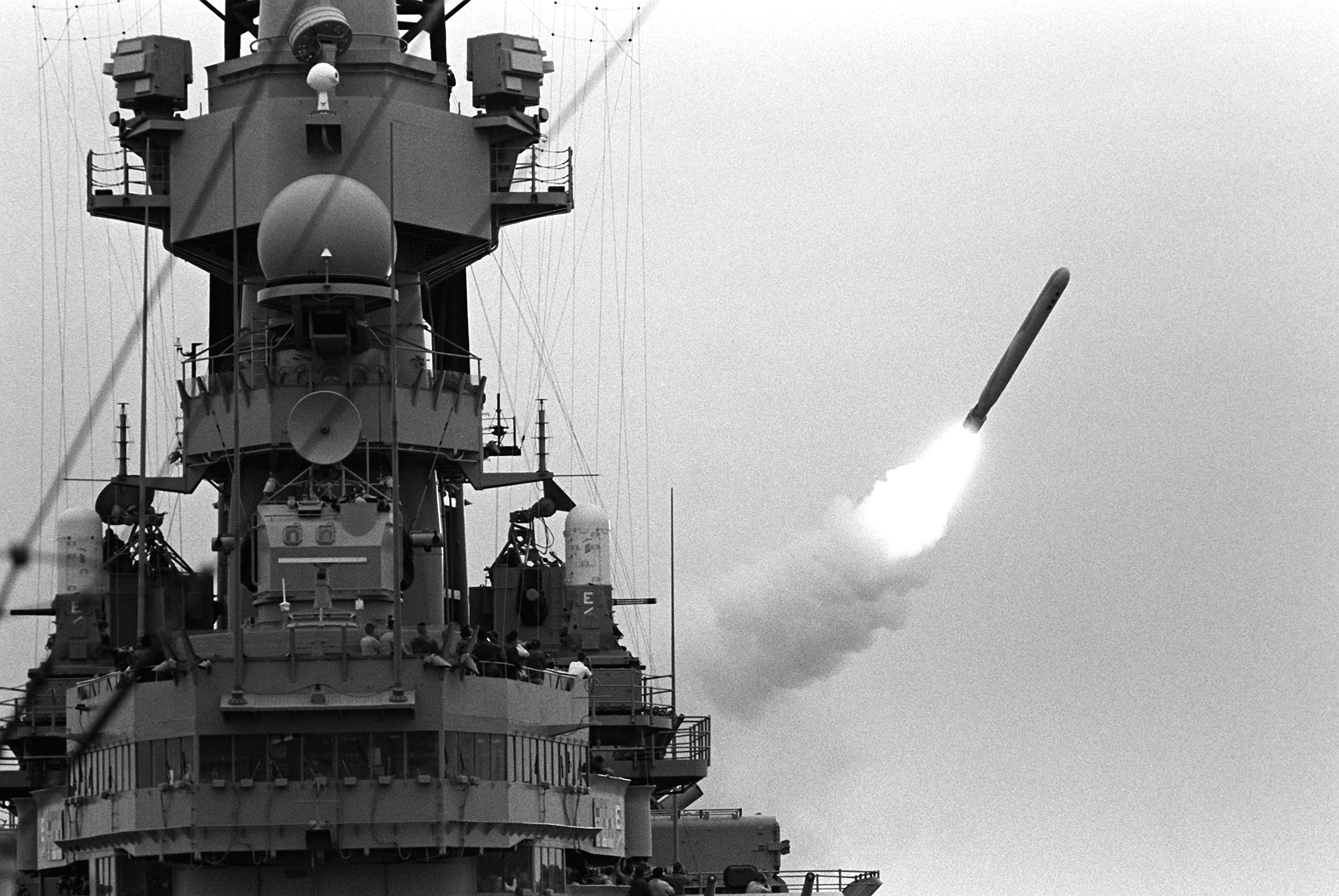
Wystrzeliwanie pocisku BGM-109 Tomahawk z pokładu USS „Missouri”

USS Missouri wystrzelił pierwszy pocisk BGM-109 Tomahawk w kierunku celu irackiego o 01:40 17 stycznia, a kolejnych 27 pocisków tego typu w ciągu następnych pięciu dni.
W dniu 29 stycznia pancernik udał się na północ pilotowany przez wyposażoną w zaawansowany sonar przeciwminowy fregatę typu Oliver Hazard Perry USS „Curts”. Pierwszy od czasu wojny koreańskiej w marcu 1953 roku ostrzał celu lądowego artylerią główną pancernika przeprowadzono w celu zniszczenia irackiego bunkra dowodzenia w pobliżu granicy saudyjskiej. Kolejny atak artyleryjski rozpoczęto nocą 3 lutego przeciwko irackim punktom obrony na plażach okupowanego Kuwejtu. Przez kolejne trzy dni wystrzelono 112 pocisków kalibru 406 mm zanim „Missouri” został zastąpiony przez siostrzany USS „Wisconsin”. Kolejnych 60 pocisków wystrzelono z pokładu pancernika „Missouri” przeciwko celom w Khafji 11 i 12 lutego zanim okręt skierował się w kierunku kuwejckiej wyspy Failaka. Po oczyszczeniu przez trałowce przejścia w irackich liniach zapór minowych pancernik wystrzelił rankiem 23 lutego 133 pociski podczas czterech bombardowań wybrzeża w ramach pozorowanego lądowania na wybrzeżu Kuwejtu. Ciężki ostrzał przyciągnął uwagę Irakijczyków, którzy wystrzelili w kierunku „Missouri” dwa przeciwokrętowe pociski HY-2. Pierwszy z nich chybił, a drugi został przechwycony przy pomocy pocisku GWS-30 Sea Dart wystrzelonego z pokładu brytyjskiego niszczyciela rakietowego HMS „Gloucester” 90 sekund od startu w odległości 600 metrów od pancernika.

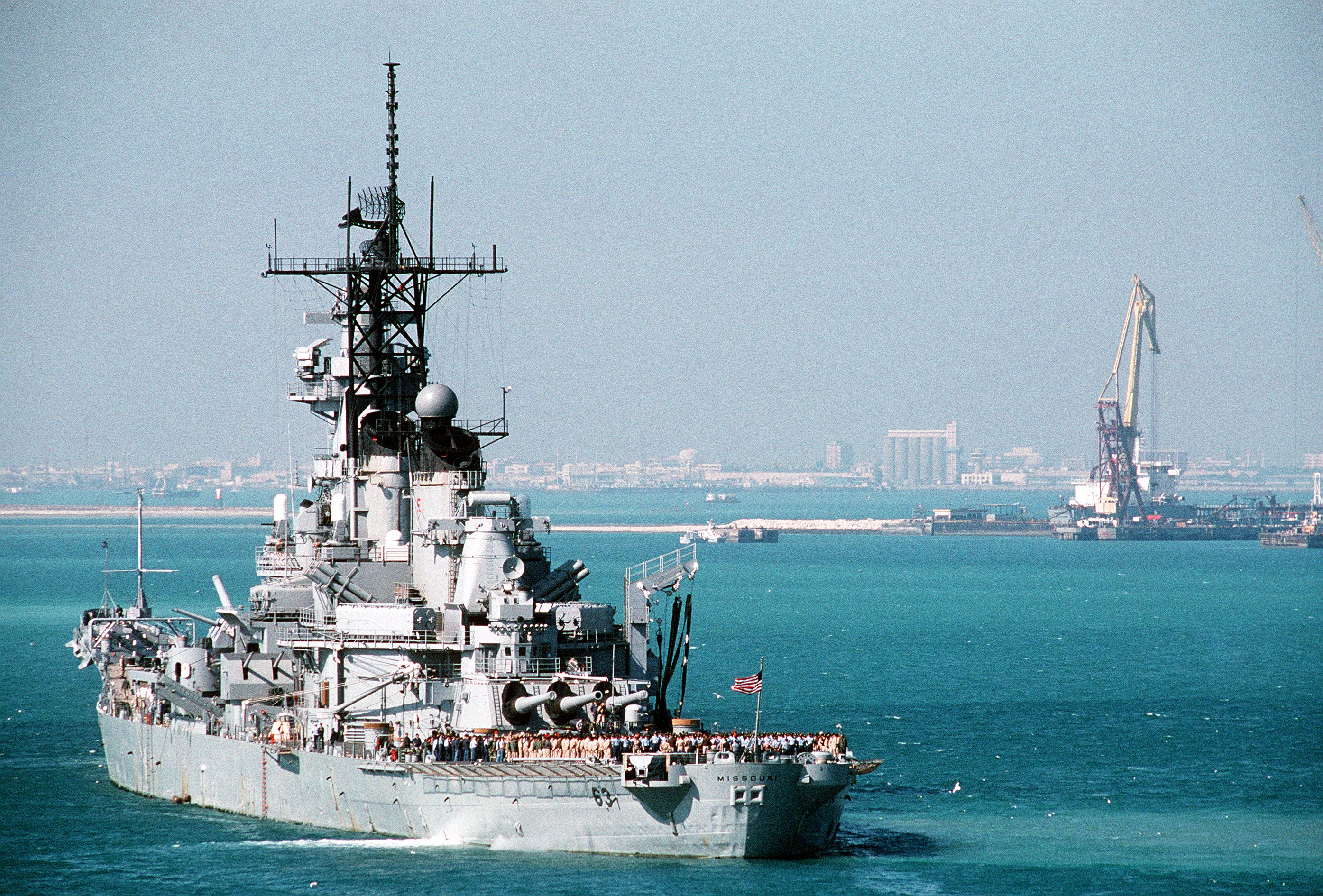
USS „Missouri” w Zatoce Perskiej podczas operacji Pustynna Burza

Podczas działań wojennych w Zatoce Perskiej USS „Missouri” został uwikłany w jeden incydent friendly fire, przypadkowego ostrzelania przez okręt amerykański, fregatę typu Oliver Hazard Perry USS „Jarrett”. Według oficjalnego raportu 25 lutego artyleryjski system przeciwlotniczy Phalanx CIWS zainstalowany na pokładzie USS „Jarrett” uznał chmurę pasków folii (dipoli) wystrzelonych z pancernika jako zagrożenie i wystrzelił w jego kierunku krótką serię pocisków kalibru 20 mm. Większość pocisków odbiła się od pancerza, a jeden przebił jego zewnętrzną powłokę i przeleciał przez kajutę powyżej słynnego „pokładu kapitulacyjnego” (surrender deck). W wypadku nie było ofiar, a jedynie jeden z marynarzy odniósł lekkie obrażenia raniony odłamkiem pocisku. Rzeczywisty powód incydentu jest dyskusyjny i podważany przez autorytety w dziedzinie uzbrojenia. Charakterystyka wystrzelonych w odległości 2 mil morskich dipoli jest inna, dlatego teoretycznie nie powinna być zinterpretowana przez systemy Phalanx CIWS jako zagrożenie i zaklasyfikowana jako cel do przechwycenia. Bezdyskusyjnie uznano, że pociski zostały wystrzelone z fregaty „Jarret” oraz że był to wypadek. Prawdopodobnie jednak system Phalanx nie był ustawiony w tryb automatyczny, a pociski wystrzelono ręcznie – nie ma jednak dowodów na poparcie tej teorii.
W ramach działań wojennych USS „Missouri” uczestniczył w międzynarodowej akcji oczyszczania Zatoki Perskiej z irackich min morskich i do końca wojny zniszczył co najmniej 15 takich min.
Od 26 lutego pancernik uczestniczył w misji patrolowej nadzorując przestrzeganie zawieszenia broni w północnej części Zatoki Perskiej, a 21 marca wyruszył w rejs powrotny do Stanów Zjednoczonych. Po drodze odwiedził porty Fremantle i Hobart w Australii, oraz Pearl Harbor docierając do portu macierzystego w kwietniu. Do końca roku okręt odbywał rejsy szkoleniowe i realizował operacje o znaczeniu lokalnym, z których ostatnią był „rejs pamięci” (voyage of remembrance) dla upamiętnienia 50. rocznicy ataku na Pearl Harbor. 7 grudnia podczas tej ceremonii USS „Missouri” gościł na pokładzie prezydenta George’a H.W. Busha, pierwszego prezydenta na pokładzie tego pancernika od wizyty Harry’ego S. Trumana we wrześniu 1947.

## Okręt-muzeum (1993)
Wraz z rozpadem Związku Radzieckiego na początku lat 90. XX wieku ustało realne zagrożenia wobec Stanów Zjednoczonych, co pociągnęło za sobą drastyczne cięcia nakładów finansowych na obronność. Bardzo kosztowne w utrzymaniu pancerniki stały się nieekonomiczne, dlatego zdecydowano o wycofaniu z aktywnej służby USS „Missouri”. W dniu 31 marca 1992 w Long Beach odbyła się ceremonia kończąca karierę okrętu w US Navy. Ostatni dowódca okrętu, kmdr Albert L. Kaiss napisał w dniu służby przeniesienia okrętu do rezerwy:

Nadszedł nasz ostatni dzień. Dzisiaj napisany zostanie ostatni rozdział dziejów pancernika „Missouri”. Mawia się często, że załoga czyni dowódcę. Nie ma prawdziwszego stwierdzenia... bo to właśnie dzięki załodze tego wspaniałego okrętu dowodzenie było rzeczą wspaniałą. Jesteście szczególnym rodzajem marynarzami i marines, ja jestem dumny, że mogłem służyć razem z każdym z was. Dziękuję wam wszystkim, którzy musieliście odbyć ten ostatni, bolesny rejs; rejs, którego celem będzie uśpienie naszego okrętu. Była to praca najcięższa i najsmutniejsza. Tak dla was, którzy zżyliście się z tym okrętem, jak i dla niego. Pocieszmy się jednak tym, że przejdziemy do historii razem z okrętem i wszystkimi, którzy służyli na nim przed nami. Wspólnie braliśmy udział w wojnie, wspólnie dokonaliśmy wspaniałych rzeczy dodając ostatni rozdział historii okrętu i stając ramię w ramię z poprzednikami w marynarskiej tradycji. Niech was Bóg błogosławi.

|  |  |  |

„Missouri” pozostał we flocie rezerwowej zacumowany w stoczni marynarki wojennej Puget Sound Naval Shipyard w Bremerton do 12 stycznia 1995 roku, kiedy został ostatecznie wykreślony z Rejestru Okrętów Marynarki Wojennej (ang. Naval Vessel Register). 4 maja 1998 Sekretarz Marynarki Wojennej John H. Dalton podpisał kontrakt przekazujący okręt stowarzyszeniu USS „Missouri” Memorial Association (MMA) w Honolulu na Hawajach. Pancernik został 23 maja odholowany z Bremerton do portu Astoria i zacumowany w słodkich wodach u ujścia rzeki Kolumbia w celu wytępienia żyjących wyłącznie w wodzie morskiej skorupiaków i traw morskich, którymi obrósł kadłub okrętu podczas pobytu w stoczni w Bremerton. Gdy proces ten dobiegł końca „Missouri” został odholowany i 22 czerwca zadokowany w Ford Island w zatoce Pearl Harbour, około 450 m od „Arizona” Memorial muzeum zbudowanego ponad wrakiem zatopionego podczas japońskiego ataku pancernika USS „Arizona”. Niedługo potem, już 29 stycznia 1999, „Missouri” został otwarty dla zwiedzających jako okręt-muzeum.
Początkowo decyzja o zacumowaniu pancernika w Pearl Harbor spotkała się z oporem. Obawiano się, czy pancernik będący symbolem zakończenia II wojny światowej nie „przyćmi” swą sławą innego pancernika USS „Arizona”, który eksplodując i tonąc w dniu 7 grudnia 1941 na skutek nalotu samolotów japońskich stał się symbolem ataku na Pearl Harbour. W celu zapobieżenia takiemu nastawieniu pancernik „Missouri” został zacumowany za muzeum „Arizona” Memorial i ustawiony w taki sposób, aby ceremonie wojskowe odbywające się na jego pokładzie rufowym nie były widoczne z pawilonu zbudowanego nad „Arizoną”. Ustawienie „Missouri” dziobem w kierunku „Arizony” symbolizuje wartę czuwającą nad zatopionym okrętem i pilnującą jego wiecznego spokoju.
„Missouri” nie jest uważany za skarb narodowy, chociaż jest ostatnim ukończonym amerykańskim pancernikiem, oraz figuruje w rejestrze zabytków Stanów Zjednoczonych od 14 maja 1971 jako symbol japońskiej kapitulacji kończącej II wojnę światową. Wiele z jego oryginalnego wyposażenia zostało zdemontowane podczas przywracania do służby i modernizacji w 1986 roku, której celem było przystosowanie okrętu do wykorzystania nowego uzbrojenia, co z kolei skutkowało znaczną utratą jego historycznej spójności.

## USS Missouri w kulturze popularnej
Jednostka jest głównym miejscem akcji filmu Liberator. Jest także często pokazywana w filmie Battleship: Bitwa o Ziemię. Jako że okręt nie poruszał się o własnych siłach od 1992, ujęcia okrętu na morzu zostały stworzone przy użyciu trzech holowników.
Teledysk do piosenki If I Could Turn Back Time wykonywanej przez Cher był kręcony na pokładzie okrętu. US Navy została skrytykowana za erotyczny podtekst wideo i od tego czasu odmawia zgody na nagrywanie teledysków na swoich okrętach.

## Odznaczenia

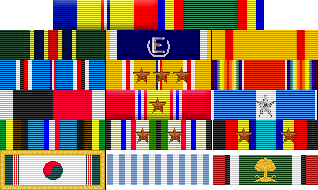
Odznaczenia i wstęgi przyznane pancernikowi USS „Missouri” (BB-63)

USS „Missouri” otrzymał trzy tzw. Gwiazdy Bojowe (ang. battle stars) za służbę podczas II wojny światowej, pięć kolejnych za służbę podczas wojny koreańskiej i trzy za służbę w Zatoce Perskiej. Pancernik „Missouri” był także wielokrotnie odznaczany wstęgami za służbę podczas II wojny światowej, wojny koreańskiej i wojny w Zatoce Perskiej. Otrzymał między innymi Combat Action Ribbon, Navy Unit Commendation, Meritorious Unit Commendation, Navy „E” z wieńcem Battle E device, China Service Medal, American Campaign Medal, Asiatic-Pacific Campaign Medal z trzema gwiazdami za kolejne kampanie, World War II Victory Medal, Navy Occupation Service Medal, National Defense Service Medal z gwiazdą, Korean Service Medal ze srebrną gwiazdą (za 5 kampanii), Armed Forces Expeditionary Medal, Southwest Asia Service Medal z dwiema gwiazdami, Sea Service Deployment Ribbon z dwiema gwiazdami, Republic of Korea Presidential Unit Citation, United Nations Service Medal, Liberation of Kuwait Medal.